# Helicopsyche lutea
Helicopsyche lutea is een schietmot uit de familie Helicopsychidae. De soort komt voor in het Neotropisch gebied.